# Евразийские летяги
Еврази́йские летя́ги, или азиа́тские летя́ги (лат. Pteromys, от др.-греч. πτερόεις μῦς «крылатая мышь») — род грызунов семейства беличьих, подсемейства летяг. Род включает два вида, из них на большей части ареала обитает обыкновенная летяга, населяющая и территорию России. Распространены в области лесов умеренного пояса, к востоку от Урала проникают и в лесостепи, на островах Японского архипелага и частично на Корейском полуострове — в субтропическом поясе. Имеют второстепенное хозяйственное значение.

## Образ жизни
Образ жизни преимущественно древесный. Активны в сумерках и ночью. День проводят в дуплах или в сделанных из мха и лишайников гнёздах. В зимнюю спячку не впадают, но в плохую погоду подолгу не показываются из гнезда. Планирующие прыжки достигают 50 метров. Хвостом пользуются, как рулём, легко изменяя направление полёта, иногда даже под углом 90°. Питаются почками, частично корой лиственных пород: ивы, осины, клёна, различными плодами и, вероятно, насекомыми. По-видимому, в году один помёт не больше чем из четырёх детёнышей.

## Виды и распространение
В роде два вида:
- Обыкновенная летяга (Pteromys volans Linnaeus, 1758) — обитает в лесной зоне от Центральной (от Восточной Германии) и Северной Европы (от севера Скандинавии) на западе до Тихоокеанского побережья (Приамурье, Сахалин, Китай, Корейский полуостров). С лесами Алтае-Саянской горной страны заходят в Северную Монголию. По-видимому, изолированный участок ареала имеется в горных лесах провинции Ганьсу (Китай). Северная граница ареала в России проходит по северу Карелии, берегу Белого моря до города Мезени, по северной границе леса на восток до Пенжинской губы; на Камчатке отсутствует; южная граница ареала проходит через Центральный Китай, а в России через Калбинский хребет на Алтае, по правому берегу Иртыша до Омска, затем через города Ялуторовск, Курган и Челябинск к Южному Уралу и по рекам Белой и Каме до Казани, по Волге до Нижнего Новгорода, по Оке до Коломны и через Смоленскую область к границе с Белоруссией.
- Японская летяга, или малая летяга (Pteromys momonga Temminck, 1845) — обитает на островах Японского архипелага — Кюсю и Хонсю.

## Описание. Отличительные признаки
Тело длиной до 200 мм. Хвост сравнительно короткий, около 2/3 длины туловища. Окраска от светлой, дымчато-серой с палевым оттенком, до тёмной, серо-коричневой. Между задними конечностями и основанием хвоста кожные складки не развиты. Метатарзальные подошвенные бугорки на ступнях отсутствуют.
Череп с заметно уплощённой сверху мозговой капсулой. Массетерные площадки верхнечелюстных костей шире в их средней части и выше, чем у представителей других родов, а задние края расположены дальше назад, на уровне заднего края верхнего Р4. Резцовые отверстия длинные, задний край резцовых отверстий почти достигает уровня нижних углов подглазничных отверстий. Нижние стенки подглазничных отверстий образованы крупным бугром для прикрепления сухожилий жевательной мышцы. Наибольшая ширина ветви нижнечелюстной кости меньше ширины основания углового отростка. Нижняя часть его сильно загнута внутрь, а вершина повёрнута наружу.
Щёчные зубы низкокоронковые, без складчатого усложнения структуры их жевательной поверхности. На верхних коренных её передняя и задняя площадки отчётливо отграничены от внутренних бугров. Промежуточные бугорки на задних гребнях верхних Р4—М2 полностью обособлены от гребня и почти полностью от наружных бугров. В отличие от его строения у большинства других родов, на верхнем М3 хорошо развит второй, задний гребень; промежуточный бугорок на нём не выражен. Нижний М3 длинный, также с дополнительным гребнем в задней части зуба и углублением между ним и задним краем; центральное углубление этого зуба мелкое. Наружный промежуточный бугop на нижних M1—М3 лишь едва намечен в виде складочки на гребне соединяющем оба основных бугра.
В строении костей посткраниального скелета, в отличие от рода Американские летяги (Glaucomys), более мелкий подвздошный бугор, более короткий лобковый симфиз и укороченная бедренная кость с более высоко расположенным третьим вертелом.